# Сехнице (станция)
Сехнице (пол. Siechnice) — узловая пассажирская и грузовая железнодорожная станция в городе Сехнице, в Нижнесилезском воеводстве Польши. Имеет 2 платформы и 4 пути.
Станция была построена в 1909 году, когда эта территория была в составе Германской империи.